# Giorgio Alessandro di Meclemburgo
Giorgio Alessandro, duca di Meclemburgo (Georg Alexander Herzog zu Mecklenburg; Nizza, 21 agosto 1921 – Mirow, 26 gennaio 1996), è stato il capo del casato di Meclemburgo dal 1963 fino alla sua morte.

## Infanzia
Giorgio Alessandro nacque a Nizza in Francia, figlio maggiore del conte Giorgio di Carlow e della sua prima moglie Irina Mikhailovna Raievskya (1892–1955). Suo padre assunse il titolo di duca di Meckemburgo con il trattamento di altezza serenissima in seguito all'adozione da parte di suo zio e capo del casato di Meclemburgo-Strelitz Carlo Michele. L'adozione del titolo fu confermata dal capo della casata imperiale di Russia, il granduca Kirill Vladimirovič il 18 luglio 1929 e riconosciuto il on 23 dicembre dal granduca Federico Francesco IV di Meclemburgo-Schwerin.
Con la morte del duca Carlo Michele il 6 dicembre 1934 suo gli successe come capo della casata granducale di Meclemburgo-Strelitz e quindi Giorgio Alessandro diventò erede apparente. La famiglia granducale visse nel castello di Remplin a Meclemburgo fino a che questo non fu distrutto da un incendio nell'aprile 1940. Durante la seconda guerra mondiale sia Giorgio Alessandro che suo padre furono internati dalla Gestapo per un periodo.

## Dopo la II guerra mondiale
Il duca Giorgio Alessandro studiò legge a Friburgo in Brisgovia prima di completare gli studi nel settore bancario. Il 18 dicembre 1950 i titoli di suo padre furono confermati dal casato di Meclemburgo-Schwerin e quindi assunse il trattamento di altezza, mentre fu confermato anche il suo status come capo del casato Meclemburgo-Strelitz. Al tempo stesso il titolo di conte di Carlow fu abolito. Giorgio Alessandro visse per un certo periodo in Irlanda dove gestì un numero di proprietà. Tornato in Germania trascorse venti anni lavorando per una società di pubblicità.
Il 6 luglio 1963 successe a suo padre come capo della casata granducale di Meclemburgo-Strelitz. Nel 1990 si trasferì a Meclemburgo dove gli fu dato un appartamento nell'ex residenza granducale del castello di Mirow Castle dal governo locale e fu coinvolto nella sua ricostruzione. Giorgio Alessandro morì a Mirow; come capo della casata granducale gli è succeduto il figlio duca Borwin.

## Matrimonio e figli
Il duca Giorgio Alessandro sposò a Sigmaringen l'arciduchessa Ilona d'Austria (20 aprile 1927 - 12 gennaio 2011) civilmente il 20 febbraio 1946 seguito da una cerimonia religiosa il 30 aprile. L'arciduchessa Ilona apparteneva la ramo palatino ungherese del casato d'Asburgo-Lorena e una nipote dell'arciduca Giuseppe Augusto d'Austria. Giorgio Alessandro e Ilona ebbero quattro figli prima di divorziare il 12 dicembre 1974.
- duchessa Elisabetta Cristina (22 marzo 1947), sposò Alhard, barone von dem Bussche-Ippenburg (30 giugno 1947) civilmente il 15 novembre 1974 a Lüdenscheid e religiosamente il 3 maggio 1975, al Castello Hohenzollern. Ebbero due figlie e un figlio, Ricarda, Josina e Gabriel prima di divorziare il 15 dicembre 1997.
- duchessa Maria Caterina (14 novembre 1949), sposò Wolfgang von Wasielewski (15 dicembre 1951) civilmente il 17 marzo 1978 a Bonn e religiosamente il 15 luglio a Biengen. Ha due figli, Natalia e Alexander.
- duchessa Irene (18 aprile 1952), sposò Constantin Harmsen (28 aprile 1954) civilmente il 22 settembre 1979 a Città del Messico e religiosamente a Biengen il 26 luglio 1980. Ha due figli, Maximilian e Moritz.
- Borwin, duca del Meclemburgo (10 giugno 1956), sposò Alice Wagner (2 agosto 1959) a Hinterzarten civilmente il 24 dicembre 1985 e religiosamente il 19 luglio 1986 ed ha tre figli; è l'attuale capo del casato di Meclemburgo

## Ascendenza
|                                               |                                 |                                        | Genitori                                    |  |  | Nonni |  |  | Bisnonni                                   |  |  | Trisnonni                           |  |
|                                               |                                 |                                        |                                             |  |  |       |  |  | 8. Giorgio Augusto di Meclemburgo-Strelitz |  |  | 16. Giorgio di Meclemburgo-Strelitz |  |
|                                               |                                 |                                        |                                             |  |  |       |  |  | 8. Giorgio Augusto di Meclemburgo-Strelitz |  |  | 16. Giorgio di Meclemburgo-Strelitz |  |
|                                               |                                 | 17. Maria d'Assia-Kassel               |                                             |  |  |       |  |  | 8. Giorgio Augusto di Meclemburgo-Strelitz |  |  |                                     |  |
| 4. Giorgio Alessandro di Meclemburgo-Strelitz |                                 |                                        |                                             |  |  |       |  |  | 8. Giorgio Augusto di Meclemburgo-Strelitz |  |  |                                     |  |
|                                               |                                 | 9. Ekaterina Michajlovna Romanova      | 18. Michail Pavlovič Romanov                |  |  |       |  |  |                                            |  |  |                                     |  |
|                                               |                                 | 9. Ekaterina Michajlovna Romanova      | 18. Michail Pavlovič Romanov                |  |  |       |  |  |                                            |  |  |                                     |  |
|                                               |                                 | 9. Ekaterina Michajlovna Romanova      | 19. Carlotta di Württemberg                 |  |  |       |  |  |                                            |  |  |                                     |  |
| 2. Giorgio, duca del Meclemburgo              |                                 | 9. Ekaterina Michajlovna Romanova      |                                             |  |  |       |  |  |                                            |  |  |                                     |  |
|                                               |                                 | 10. Fëdor Ardalionovič Vonljarljarskij | 20. Ardalion Alexeievič Vonljarsky          |  |  |       |  |  |                                            |  |  |                                     |  |
|                                               |                                 | 10. Fëdor Ardalionovič Vonljarljarskij | 20. Ardalion Alexeievič Vonljarsky          |  |  |       |  |  |                                            |  |  |                                     |  |
|                                               |                                 | 10. Fëdor Ardalionovič Vonljarljarskij | 21. Anastasia Mikhailovna Simanovskaya      |  |  |       |  |  |                                            |  |  |                                     |  |
| 5. Natal'ja Fëdorovna Vonljarljarskaja        |                                 | 10. Fëdor Ardalionovič Vonljarljarskij |                                             |  |  |       |  |  |                                            |  |  |                                     |  |
|                                               |                                 | 11. Maria Fëdorovna Uvarovona          | 22. Fëdor Feodorovič Uvarov                 |  |  |       |  |  |                                            |  |  |                                     |  |
|                                               |                                 | 11. Maria Fëdorovna Uvarovona          | 22. Fëdor Feodorovič Uvarov                 |  |  |       |  |  |                                            |  |  |                                     |  |
|                                               |                                 | 11. Maria Fëdorovna Uvarovona          | 23. Maria Petrovna Zhukova                  |  |  |       |  |  |                                            |  |  |                                     |  |
| 1. Giorgio Alessandro di Meclemburgo          |                                 | 11. Maria Fëdorovna Uvarovona          |                                             |  |  |       |  |  |                                            |  |  |                                     |  |
|                                               | 12. Nikolaj Nikolaevič Raevskij | 24. Nikolaj Nikolaevič Raevskij        |                                             |  |  |       |  |  |                                            |  |  |                                     |  |
|                                               | 12. Nikolaj Nikolaevič Raevskij | 24. Nikolaj Nikolaevič Raevskij        |                                             |  |  |       |  |  |                                            |  |  |                                     |  |
|                                               | 12. Nikolaj Nikolaevič Raevskij | 25. Sofija Aleksandrovna Konstantinova |                                             |  |  |       |  |  |                                            |  |  |                                     |  |
| 6. Michail Nikolaevič Raevskij                | 12. Nikolaj Nikolaevič Raevskij |                                        |                                             |  |  |       |  |  |                                            |  |  |                                     |  |
|                                               |                                 | 13. Anna Michajlovna Borozdina         | 26. Michail Michajlovič Borozdin            |  |  |       |  |  |                                            |  |  |                                     |  |
|                                               |                                 | 13. Anna Michajlovna Borozdina         | 26. Michail Michajlovič Borozdin            |  |  |       |  |  |                                            |  |  |                                     |  |
|                                               |                                 | 13. Anna Michajlovna Borozdina         | 27. Ekaterina Alexandrovna Shemyakina       |  |  |       |  |  |                                            |  |  |                                     |  |
| 3. Irina Michajlovna Raevskaja                |                                 | 13. Anna Michajlovna Borozdina         |                                             |  |  |       |  |  |                                            |  |  |                                     |  |
|                                               |                                 | 14. Grigorij Grigor'evič Gagarin       | 28. Grigorij Ivanovič Gagarin               |  |  |       |  |  |                                            |  |  |                                     |  |
|                                               |                                 | 14. Grigorij Grigor'evič Gagarin       | 28. Grigorij Ivanovič Gagarin               |  |  |       |  |  |                                            |  |  |                                     |  |
|                                               |                                 | 14. Grigorij Grigor'evič Gagarin       | 29. Ekaterina Petrovna Sojmonova            |  |  |       |  |  |                                            |  |  |                                     |  |
| 7. Marija Grigor'evna Gagarina                |                                 | 14. Grigorij Grigor'evič Gagarin       |                                             |  |  |       |  |  |                                            |  |  |                                     |  |
|                                               |                                 | 15. Sof'ja Andreevna Daškova           | 30. Andrej Vasil'evič Daškov                |  |  |       |  |  |                                            |  |  |                                     |  |
|                                               |                                 | 15. Sof'ja Andreevna Daškova           | 30. Andrej Vasil'evič Daškov                |  |  |       |  |  |                                            |  |  |                                     |  |
|                                               |                                 | 15. Sof'ja Andreevna Daškova           | 31. Anastasia Nikolaevna Dmitrieva-Mamonova |  |  |       |  |  |                                            |  |  |                                     |  |
|                                               |                                 | 15. Sof'ja Andreevna Daškova           |                                             |  |  |       |  |  |                                            |  |  |                                     |  |

## Titoli, trattamento e onorificenze

### Titoli e trattamento
- 27 agosto 1921 – 11 settembre 1928: conte Giorgio Alessandro di Carlow
- 11 settembre 1928 – 18 dicembre 1950: sua altezza serenissima duca Giorgio Alessandro di Meclemburgo, conte di Carlow
- 18 dicembre 1950 – 6 luglio 1963: sua altezza duca Giorgio Alessandro di Meclemburgo
- 6 luglio 1963 - 26 gennaio 1996: sua altezza Giorgio Alessandro, duca di Meclemburgo